# Wasserturm Cloche-d’Or
Der Wasserturm Cloche d’Or (auch: Wasserturm am Ban de Gasperich) ist ein Großbehälter (Reservoire) für Trinkwasser, der in Luxemburg in Betrieb ist und die Wasserversorgung des neuen Stadtteils Ban de Gasperich von Cloche d’Or, Kockelscheuer und zum Teil auch der Viertel Gasperich und Zessingen in der Stadt Luxemburg garantiert. Der Turm wurde zwischen 2015 und 2017 gebaut.
Der Bau eines neuen Wasserturms war erforderlich, da die Kapazitäten des bestehenden Turms am Tubishof in Zessingen nicht mehr ausreichten. 2012 wurde von der Stadt Luxemburg ein Architektenwettbewerb ausgeschrieben. An diesem nahmen 32 Architekten teil. Das Projekt von Jim Clemes erhielt im Februar 2013 den Zuschlag (Atelier d’architecture et de design Jim Clemes, Ingenieurbüro Schroeder&Associés, Atelier d’ingénierie T/E/S/S. Lichtplanung: Licht Kunst Licht AG). Der Wasserturm ist ein Zylinder aus Stahlbeton, ist 68,43 Meter hoch (mit Kellergeschoss etwa 74 Meter) und rund 18 Meter breit und liegt an der Autobahn A6 beim Autobahnkreuz Gasperich. Der Turm steht auf einer Fläche von 27 Ar und hat eine auffällige weiße Metallverkleidung, über die relativ unstrukturiert weiße Linien führen. Unter der Metallverkleidung sind LED-Lampen installiert, durch welche unterschiedliche Lichtszenen eingestellt werden können. Die Struktur soll an das industrielle Erbe Luxemburgs erinnern. Der Turm soll 8.717.453,87 Euro gekostet haben und hat zwei Behälter mit je 500 Kubikmeter Fassungsvermögen, in dem Trinkwasser des Syndicat des eaux du barrage d’Esch-sur-Sûre (SEBES) gespeichert wird. 427 Treppenstufen führen auf den Turm bzw. ein Aufzug.